# Scalponotatus albibasis
Scalponotatus albibasis är en insektsart som först beskrevs av Knight 1938.  Scalponotatus albibasis ingår i släktet Scalponotatus och familjen ängsskinnbaggar. Inga underarter finns listade i Catalogue of Life.